# Princípio de Curtin-Hammett
O princípio de Curtin-Hammett é um princípio da cinética química proposto por David Yarrow Curtin e Louis Plack Hammett e afirma que uma reação que tem um par de intermediários reativos ou reagentes que se convertem rapidamente (como é geralmente o caso de isômeros conformacionais), e cada um forma produto diferente  indo irreversivelmente, a relação entra as quantidades de cada produto depende tanto da diferença de energia entre as duas conformaçaões e da barreiras de energia de cada um dos isômeros em rápido equilíbrio.
Em outras palavras, a distribuição do produto reflete a diferença de energia entre os dois estados de transição limitadores da velocidade da reação. Como resultado, a distribuição do produto não reflete necessariamente a distribuição de equilíbrio dos dois intermediários. O princípio de Curtin-Hammett foi invocado para explicar a seletividade em uma variedade de reações estereoquímicas e regiosseletivas. A relação entre as constantes da velocidade (aparente) e a constante de equilíbrio é conhecida como equação de Winstein-Holness.

## Definição
O princípio de Curtin-Hammett se aplica a sistemas nos quais diferentes produtos são formados a partir de dois substratos em equilíbrio químico entre si. Os reagentes de rápida conversão podem ter qualquer relação entre si (estereoisômeros, isômeros constitucionais, isômeros conformacionais, etc.). A formação do produto deve ser irreversível e os diferentes produtos não devem poder se converter.
Por exemplo, dadas as espécies A e B que se equilibram rapidamente, enquanto A se transforma irreversivelmente em C, e B se transforma irreversivelmente em D:
{\displaystyle {\ce {C <-[k_1] A <=>[K] B ->[k_2] D}}}
K é a constante de equilíbrio entre A e B, e k1 e k2 são as constantes de velocidade para a formação de C e D, respectivamente. Quando a velocidade de interconversão entre A e B é muito mais rápida que k1 ou k2, o princípio de Curtin – Hammett nos diz que a razão do produto C: D não é igual à razão do reagente de equilíbrio A: B, mas é determinada por: as energias relativas dos estados de transição (isto é, diferença nas energias absolutas dos estados de transição). Se os reagentes A e B tivessem energias idênticas, a relação do produto dependeria apenas das barreiras de ativação das reações que levam a cada produto respectivo. No entanto, em um cenário do mundo real, os dois reagentes provavelmente estão em níveis de energia um pouco diferentes, embora a barreira para sua interconversão deva ser baixa para que o cenário de Curtin – Hammett seja aplicável. Nesse caso, a distribuição do produto depende tanto da razão de equilíbrio de A para B quanto das barreiras de ativação relativas que vão para os produtos correspondentes C e D. Ambos os fatores são levados em consideração pela diferença nas energias dos estados de transição (ΔΔG ‡ na figura abaixo). O perfil de energia livre de coordenadas da reação de uma reação típica sob controle de Curtin-Hammett é representado pela figura a seguir:

gráfico de energia mostrando o princípio de Curtin-Hammett

A proporção de produtos depende apenas do valor marcado como ΔΔG ‡ na figura: C será o principal produto, porque a energia de TS1 é menor que a energia de TS2. Uma afirmação comum, mas falsa, é que a distribuição do produto não reflete de forma alguma as energias livres relativas dos substratos A e B; de fato, reflete as energias livres relativas dos substratos e as energias de ativação relativa. Esse mal-entendido pode resultar da falta de apreciação da distinção entre "a diferença de energias de ativação" e "a diferença de energias no estado de transição". Embora essas quantidades possam inicialmente parecer sinônimas, a última leva em consideração a constante de equilíbrio para a interconversão de A e B, enquanto a primeira não.
Matematicamente, a proporção do produto pode ser expressa em função de K, k1 e k2 ou em termos das energias correspondentes ΔG °, ΔG1 ‡  e ΔG2 ‡. Combinando termos, a proporção do produto pode ser reescrita apenas em termos de quantidade ΔΔG ‡, onde ΔΔG ‡ = (ΔG2 ‡ - ΔG1 ‡) + ΔG °. A inspeção do diagrama de energia (mostrado acima) torna aparente que ΔΔG ‡ é precisamente a diferença nas energias do estado de transição.
Fundamento matemático
Uma vez que isômeros possuem estabilidade e reatividades distintas, fica claro que um equilíbrio conformacional, ou entre estereoisômeros, possui grande impacto no estudo da cinética do sistema. Entretanto, a interconversão entre confôrmeros e mesmo a transformação de um estereoisômero em outro se dão de forma muito rápida e é impossível isolar e estudar a cinética de cada composto separadamente.
O princípio de Curtin-Hammett, ou em uma forma mais abrangente, o princípio de Winstein-Holness-Curtin-Hammett, permite uma compreensão de como o equilíbrio entre isômeros afeta a cinética do sistema. Há duas abordagens de compreender o efeito da interconversão de isômeros na reatividade do sistema: um baseado na taxa de produção total resultante da soma das conversões de cada reagente; e a outra que consiste na análise da razão entre as taxas de produção.
A primeira abordagem resulta na chamada equação de Winstein-Holness e a segunda no princípio de Curtin-Hammett propriamente dito. Ambas se valem da mesma aproximação: o equilíbrio entre os isômeros é muito mais rápido que as reações de cada isômero, ou seja, para a equação química abaixo:
{\displaystyle A{\xleftarrow {k_{A}}}1{\underset {k_{2}}{\stackrel {k_{1}}{\rightleftharpoons }}}2{\xrightarrow {k_{B}}}B}
Vale:
{\displaystyle k_{1}\land k_{2}\gg k_{A}\land k_{B}}
Essa aproximação também é conhecida como condições de Curtin-Hammett (ou de Winstein-Holness). A partir dela, sabe-se que a constante de equilíbrio {\displaystyle K_{eq}}  e, por conseguinte, a razão das concentrações dos isômeros serão constantes durante toda a reação.

#### Equação de Winstein-Holness
Por simplicidade, assume-se cinética de primeira ou pseudo-primeira ordem.
{\displaystyle {{\partial [P_{1}]} \over {\partial t}}+{{\partial [P_{2}]} \over {\partial t}}=k_{A}[C_{1}]+k_{B}[C_{2}]}
O objetivo é reescrever a fórmula a seguir em termos de uma grandeza observável {\displaystyle K_{obs}}. Isso pode ser feito a partir da seguinte igualdade:
{\displaystyle K_{obs}([C_{1}]+[C_{2}])=k_{A}[C_{1}]+k_{B}[C_{2}]\Rightarrow }
{\displaystyle K_{obs}=k_{A}x_{1}+k_{B}x_{2}}
Onde {\displaystyle x_{i}} é a fração molar do isômero {\displaystyle i} no sistema. Essa equação pode ser estendida para um número qualquer de isômeros em equilíbrio:
{\displaystyle K_{obs}=\sum _{i}k_{Ai}x_{i}}.
Onde {\displaystyle k_{Ai}} é a constante de reação do isômero {\displaystyle i} para um produto genérico {\displaystyle A} (Note que os produtos devem ser peculiares a cada isômero e não pode haver equilíbrio ou interconversão entre os compostos produzidos).
Assim, pode-se amarrar todas as reatividades, particulares a cada isômero, em uma única variável observável. Ou seja, medindo-se as concentrações de reagentes e produtos com o tempo posso obter {\displaystyle K_{obs}}.
Note que:
{\displaystyle {{{k_{1}}-K_{obs}} \over {K_{obs}-k_{2}}}={{k_{1}-k_{1}x_{1}-k_{2}x_{2}} \over {k_{1}x_{1}+k_{2}x_{2}-k_{2}}}}
Como {\displaystyle \sum _{i}x_{i}=1\Rightarrow }
{\displaystyle {{{k_{1}}-K_{obs}} \over {K_{obs}-k_{2}}}={{k_{1}(1-x_{1})-k_{2}x_{2}} \over {k_{1}x_{1}-k_{2}(1-x_{2})}}={{x_{2}(k_{1}-k_{2})} \over {x_{1}(k_{1}-k_{2})}}={x_{2} \over x_{1}}=K_{eq}}
Historicamente, essa última equação foi utilizada para obter informações de equilíbrio entre os isômeros a partir de informações cinéticas, enquanto os métodos mais sofisticados para estudar esse equilíbrio ainda não tinham sido desenvolvidos. Entretanto, essa metodologia dependia do design de compostos que mimetizassem os isômeros de interesse e que não se interconvertessem (por exemplo, introdução de grupo terc-butila em ciclohexanos). Todavia, muitas vezes esses compostos não representavam bons modelos cinéticos para as moléculas originais o que fez com que essa equação caísse em desuso. Entretanto a falha da metodologia não está na equação, uma vez que ela possui consistência matemática, dada as aproximações, mas sim nos modelos cinéticos.

#### Dedução do princípio de Curtin-Hammett
O enunciado original do princípio (em tradução livre):
"As quantidades relativas de produtos formados a partir de duas conformações , em equilíbrio, são completamente independentes da população relativa das conformações da qual originaram. Dependem somente da diferença de energia livre dos estados de transição. Isso se as taxas de reação forem mais lentas que a interconversão entre os isômeros"
design
Desta vez, ao invés de analisar a soma das taxas de produção, foca-se na razão entre elas. Novamente, evoca-se a hipótese de maior rapidez do equilíbrio da interconversão frente às reações de produção. Por simplicidade, assume-se cinética de primeira ou pseudo-primeira ordem.
{\displaystyle {{\partial [P_{B}]/\partial t} \over {\partial [P_{A}]/\partial t}}={k_{B}[C_{2}] \over k_{A}[C_{1}]}}
Uma vez que: {\displaystyle {\partial t \over \partial [P_{A}]}={1 \over \partial [P_{A}]/\partial t}} (veja regras de derivadas parciais)
E pela regra da Cadeia:
{\displaystyle {{\partial [P_{B}]/\partial t} \over {\partial [P_{A}]/\partial t}}={{\partial [P_{B}]} \over {\partial t}}{\partial t \over \partial [P_{A}]}={{\partial [P_{B}]} \over {\partial [P_{A}]}}}
Novamente, pela hipótese de rápido equilíbrio, {\displaystyle K_{eq}} e {\displaystyle [C_{2}] \over [C_{1}]} serão invariávis durante o progresso da reação. Então,
{\displaystyle \int d[P_{B}]={k_{B} \over k_{A}}\int {[C_{2}] \over [C_{1}]}d[P_{A}]\Rightarrow }
{\displaystyle {[P_{B}] \over [P_{A}]}=K_{eq}{k_{B} \over k_{A}}}
A fórmula acima pode representar uma contradição com o enunciado original do princípio, uma vez que ela demonstra que a razão das concentrações de produto depende diretamente da constante de equilíbrio. Entretanto, Curtin elaborou o princípio com o objetivo de expor o fato de que não seria possível afirmar que o produto mais abundante proviria do isômero mais estável. Tendo em vista a confusão gerada, um novo enunciado foi proposto na literatura (em tradução livre):
"Em uma reação química, onde dois produtos distintos, oriundos cada um de um isômero diferente, e dado que a interconversão entre os isômeros é mais rápida que as reações de formação de produto ( e que os mesmos não se interconvertam), a quantidade relativa de produtos não depende somente das proporções relativas dos isômeros em equilíbrio."
No entanto, se considerarmos válida a teoria do estado de transição de Eyring-Polanyi, uma vez que:
{\displaystyle k_{A}={k_{b}T \over h}e^{-\Delta G_{A}^{\ddagger }/RT}}
Onde, {\displaystyle k_{b}} é a constante de Boltzmann, {\displaystyle h} é a constante de Planck, {\displaystyle T} é a temperatura do sistema e {\displaystyle \Delta G^{\ddagger }} é a energia livre de Gibbs de ativação da reação, definida como:
{\displaystyle \Delta G_{A}^{\ddagger }=G_{A}^{\ddagger }-G_{1}}, onde {\displaystyle G_{A}^{\ddagger }} é a energia livre de Gibbs do estado de transição da reação.
Lembrando que: {\displaystyle K_{eq}=e^{-\Delta G/RT}}, onde {\displaystyle \Delta G=G_{2}-G_{1}}, então:
{\displaystyle {{[P_{B}]} \over [P_{A}]}={e^{-\Delta G}{e^{-\Delta G_{B}^{\ddagger }}} \over {e^{-\Delta G_{A}^{\ddagger }}}}e^{1/RT}=e^{-(\Delta G+\Delta G_{B}^{\ddagger }-\Delta G_{A}^{\ddagger })}e^{1/RT}=e^{(G_{1}-G_{2}+G_{2}-G_{B}^{\ddagger }-G_{1}+G_{A}^{\ddagger })}e^{1/RT}\Rightarrow }
{\displaystyle {[P_{B}] \over [P_{A}]}=e^{-(G_{B}^{\ddagger }-G_{A}^{\ddagger })}e^{1/RT}=e^{-\Delta \Delta G^{\ddagger }/RT}}
Recuperando-se, então,  o princípio enunciado em sua forma original. Ou seja, a razão entre as concentrações dos produtos pode, dadas as condições de rápida interconversão e validade da teoria de estado de transição de Eyring-Polanyi, ser descrita pela diferença de energia livre de Gibbs dos estados de transição da reação peculiar a cada isômero.
Sendo assim,  é possível que o produto da conformação menos estável seja o mais abundante se sua reação apresenta um estado de transição mais estável que o da reação de seu isômero. Mesmo quando a teoria de estado de transição citada não se aplica, é possível que o isômero menos estável  renda o produto mais abundante, entretanto não bastará apenas ver a diferença de energia livre dos estados de transição. Por exemplo, dado que:
{\displaystyle {[P_{B}] \over [P_{A}]}=K_{eq}{k_{B} \over k_{A}}}
Supondo que o isômero {\displaystyle 2} é o mais estável e sua concentração ser duas vezes maior, então: {\displaystyle K_{eq}=2}. Para o produto do outro isômero ser o mais abundante bastaria que:
{\displaystyle {[P_{B}] \over [P_{A}]}<1\Rightarrow }
{\displaystyle {k_{B} \over k_{A}}<{1 \over 2}}
Ou seja, para o produto {\displaystyle A} ser mais abundante que o outro bastaria que sua produção fosse duas vezes mais rápida que a outra.
Quando a teoria de estado de transição é válida, pode-se considerar um caso interessante. Quando a diferença de energia livre dos estados de transição é equivalente à diferença de energia livre entre os isômeros, tem-se que a população relativa de produtos é a mesma dos isômeros uma vez que:
{\displaystyle {[P_{B}] \over [P_{A}]}=e^{-\Delta \Delta G^{\ddagger }/RT}=e^{-\Delta G/RT}=K_{eq}={[C_{2}] \over [C_{1}]}}
Note que isso não é uma violação das condições de Curtin-Hammett uma vez que a igualdade feita foi {\displaystyle \Delta \Delta G^{\ddagger }=\Delta G} e não {\displaystyle \Delta G_{A}^{\ddagger }=\Delta G}.
No limite de {\displaystyle G_{1}=G_{2}}, recupera-se o fato do produto mais abundante advir da rota de maior velocidade ou de estado de transição de menor energia.
Se considerarmos que a razão entre as constantes de reação possa ser descrita por uma correlação como a de Hammett:
{\displaystyle {k_{B} \over k_{A}}=K_{eq}^{-\alpha }\Rightarrow }
{\displaystyle {[P_{B}] \over [P_{A}]}=K_{eq}^{1-\alpha }}
Assim, pode-se utilizar os gráficos de Hammett para se obter informações sobre a constante de equilíbrio a partir da medição da razão entre as quantidades de produtos das cinéticas dos compostos com substituintes distintos.
Por fim, verificou-se um limite empírico para a validade do princípio de Curtin-Hammett :
{\displaystyle k_{1}\land k_{2}>10k_{A}\land 10k_{B}}
https://wikimedia.org/api/rest_v1/media/math/render/svg/354214d4a0b2d44640b79dcf84ce31505f7af411

#### Abordagem híbrida C-H/W-H
É possível integrar os dois equacionamentos (de Curtin-Hammett e de Winstein-Holness) e obter equações para as constantes de reação individuais de cada isômero em termos de grandezas mensuráveis. O par de equações obtidos será :
{\displaystyle k_{A}=K_{obs}{(K_{eq}+1) \over ([P_{B}]/[P_{A}]+1)}}
{\displaystyle k_{B}={(K_{eq}+1) \over {K_{eq}}}{[P_{B}]/[P_{B}] \over ([P_{B}]/[P_{A}]+1)}}
Onde {\displaystyle K_{eq}}, {\displaystyle K_{obs}}
{\displaystyle K_{obs}} e a razão entre as concentrações de produtos são todas possíveis de serem obtidas experimentalmente.

## Classes de reações sob controle de Curtin-Hammett
Três principais classes de reações podem ser explicadas pelo princípio de Curtin – Hammett: ou o conformador mais ou menos estável pode reagir mais rapidamente, ou ambos podem reagir na mesma velocidade.

### Caso I: Conformação mais estável reage mais rapidamente
Uma categoria de reações sob o controle de Curtin-Hammett inclui transformações nas quais a conformação mais estável reage mais rapidamente. Isso ocorre quando o estado de transição do intermediário principal para seu respectivo produto é mais baixo em energia do que o estado de transição do intermediário menor para o outro produto possível. O produto principal é então derivado da conformação em maior proporção e a distribuição do produto não reflete a distribuição das conformações em equilíbrio.
Exemplo: oxidação de piperidina

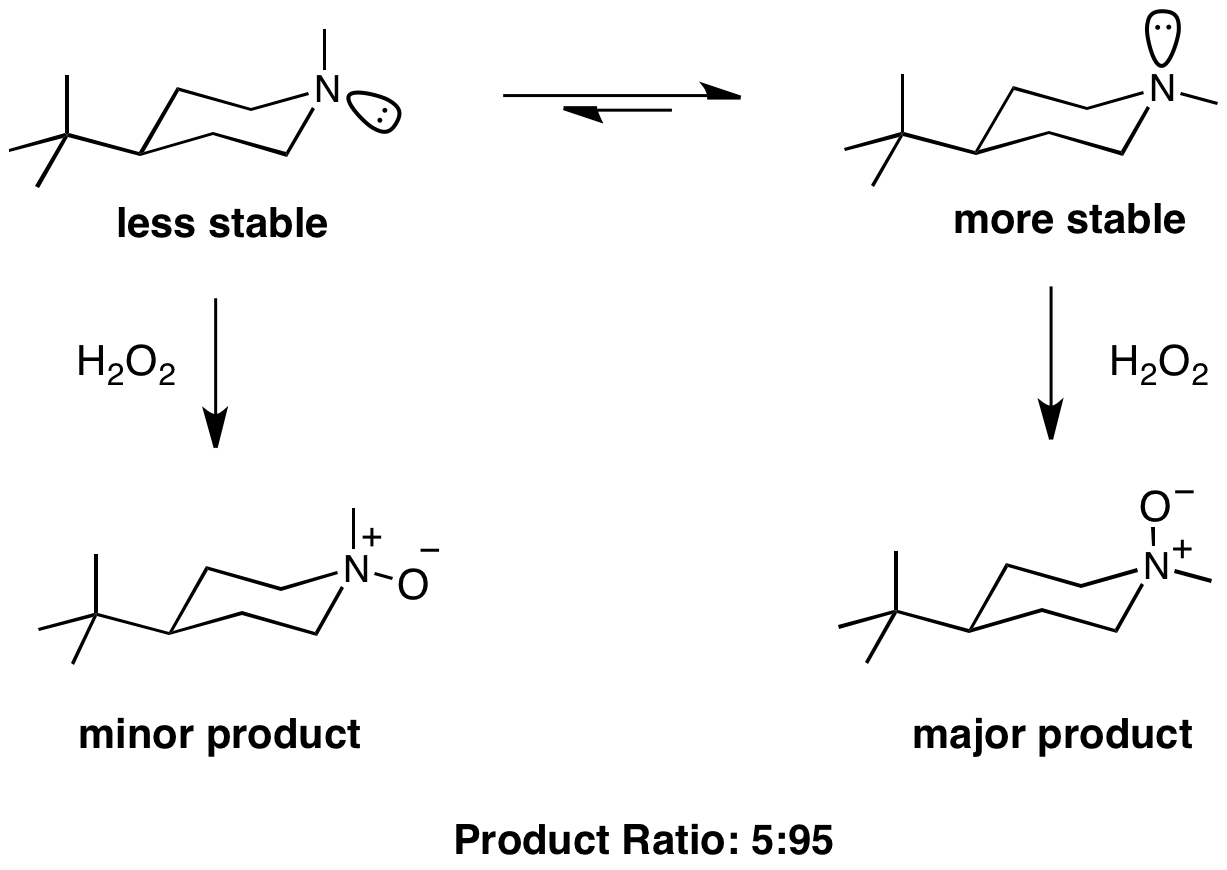

Um exemplo de cenário de Curtin-Hammett, no qual o isômero conformacional mais estável reage mais rapidamente, é observado durante a oxidação das piperidinas. No caso da N-metil piperidina, a inversão do nitrogênio entre as conformações diastereoméricas é muito mais rápida que a velocidade da oxidação da amina. A conformação que coloca o grupo metil na posição equatorial é 3,16 kcal / mol mais estável que a conformação axial.  A proporção do produto de 95: 5 indica que a conformação mais estável leva ao produto principal.

### Caso II: Conformador menos estável reage mais rapidamente
Uma segunda categoria de reações sob o controle de Curtin-Hammett inclui aquelas nas quais o conformador menos estável reage mais rapidamente. Nesse caso, apesar de uma preferência energética pelas espécies menos reativas, o principal produto é derivado das espécies de maior energia. Uma implicação importante é que o produto de uma reação pode ser derivado de um conformador que esteja em concentração suficientemente baixa para não ser observável no estado fundamental.
Exemplo: alquilação de tropano
A alquilação de tropanos com iodeto de metila é um exemplo clássico de um cenário de Curtin-Hammett, no qual um produto importante pode surgir de uma conformação menos estável.  Aqui, o conformador menos estável reage através de um estado de transição mais estável para formar o principal produto. Portanto, a distribuição conformacional do estado fundamental não reflete a distribuição do produto.

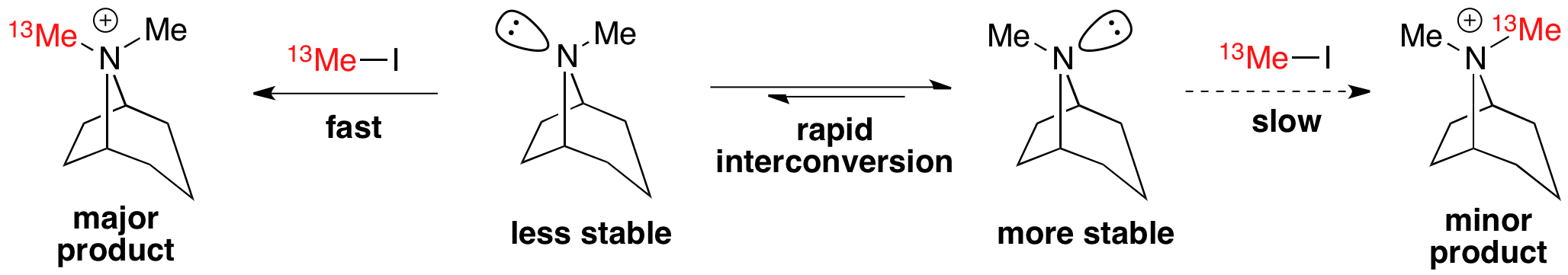

### Caso III: ambos os conformes reagem na mesma velocidade
É hipoteticamente possível que dois conformes diferentes em equilíbrio possam reagir através de estados de transição que são iguais em energia. Nesse caso, a seletividade do produto dependeria apenas da distribuição dos conformes de estado fundamental. Nesse caso, ambos os conformes reagiriam na mesma velocidade.
Exemplo: reação SN2 do iodeto de ciclo-hexila
Ernest L. Eliel propôs que a reação hipotética de iodeto de ciclo-hexil com iodeto radiomarcado resultaria em um estado de transição completamente simétrico. Como os conformes substituídos equatorial e axial reagiriam através do mesmo estado de transição, ΔΔG ‡ seria igual a zero. Pelo princípio de Curtin-Hammett, a distribuição dos produtos deve então ser substituída na posição axial em 50% e substituída na posição equatorial em 50%. No entanto, o equilíbrio dos produtos impede a observação desse fenômeno.

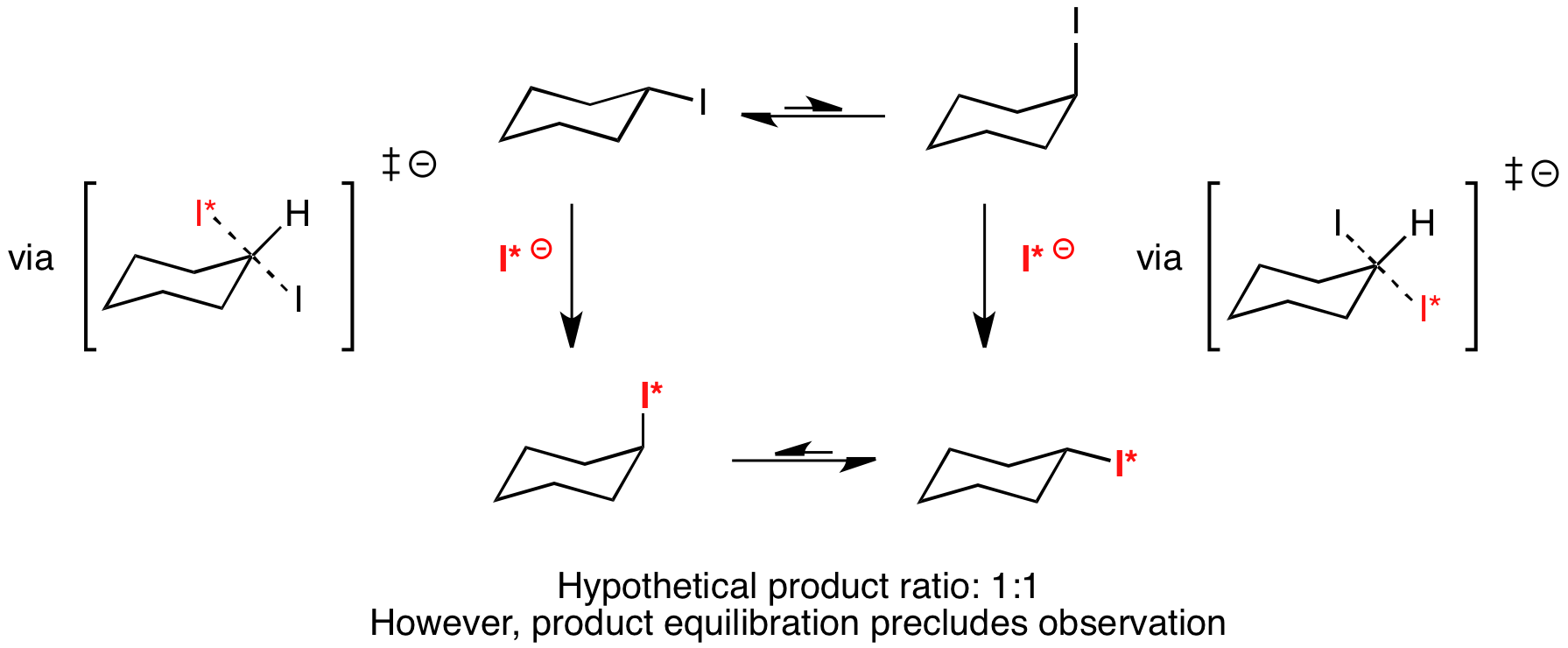

1. ↑  Carey, Francis A., 1937-. Advanced organic chemistry. ©1983-©1984 2nd ed ed. New York: Plenum Press. OCLC 10726900
2. ↑  Nič, Miloslav; Jirát, Jiří; Košata, Bedřich; Jenkins, Aubrey; McNaught, Alan, eds. (12 de junho de 2009). «Curtin–Hammett principle». Research Triagle Park, NC: IUPAC (em inglês). ISBN 978-0-9678550-9-7. doi:10.1351/goldbook.c01480
3. 1 2  Seeman, Jeffrey I. (abril de 1983). «Effect of conformational change on reactivity in organic chemistry. Evaluations, applications, and extensions of Curtin-Hammett Winstein-Holness kinetics». Chemical Reviews (em inglês). 83 (2): 83–134. ISSN 0009-2665. doi:10.1021/cr00054a001
4. ↑  Isaacs, Neil (1996). Physical Organic Chemistry. Londres: Prentice Hall. ISBN 978-0582218635
5. ↑  «No Title Provided : Pure and Applied Chemistry». Pure and Applied Chemistry. 51 (8). 1 de janeiro de 1979. doi:10.1351/pac197951081725
6. 1 2 3  Seeman, Jeffery I. (1 de janeiro de 1986). «The Curtin-Hammett principle and the Winstein-Holness equation: new definition and recent extensions to classical concepts». Journal of Chemical Education. 63 (1). 42 páginas. ISSN 0021-9584. doi:10.1021/ed063p42
7. ↑  Perrin, C. L.; Jeffrey I. (1 de agosto de 1984). «Application of linear free energy relationships to the Curtin-Hammett principle: correlation between conformational equilibrium, chemical reactivity, and product ratios». The Journal of Organic Chemistry. 49 (16): 2887-2891. ISSN 0022-3263. doi:10.1021/jo00190a009
8. ↑  P. J. Crowley; M. J. T. Robinson; M. G. Ward (1977). "Conformational effects in compounds with 6-membered rings-XII". Tetrahedron. 33 (9): 915–925. doi:10.1016/0040-4020(77)80202-
9. ↑  Carballeira, Luis; Pérez–Juste, Ignacio (1998). «Influence of calculation level and effect of methylation on axial/equatorial equilibria in piperidines». Journal of Computational Chemistry (em inglês). 19 (8): 961–976. ISSN 1096-987X. doi:10.1002/(SICI)1096-987X(199806)19:83.0.CO;2-A
10. ↑  Shvo, Y.; Kaufman, E.D. (janeiro de 1972). «Configurational and conformational analysis of cyclic amine oxides». Tetrahedron (em inglês). 28 (3): 573–580. doi:10.1016/0040-4020(72)84021-3
11. ↑  Otzenberger, Rodney D.; Lipkowitz, Kenneth B.; Mundy, Bradford P. (fevereiro de 1974). «Quaternizations in the 8-azabicyclo[4.3.0]non-3-ene series». The Journal of Organic Chemistry (em inglês). 39 (3): 319–321. ISSN 0022-3263. doi:10.1021/jo00917a008
12. ↑  Moersch, G. W. (28 de setembro de 1962). «Stereochemistry of Carbon Compounds. Ernest L. Eliel. McGraw-Hill, New York, 1962. xv + 486 pp. Illus. $15». Science. 137 (3535): 1046–1046. ISSN 0036-8075. doi:10.1126/science.137.3535.1046